# تجارة عربية
التجارة العربية هي شبكة للتجارة البرية والبحرية التي تدار بواسطة التجار العرب أو الدول العربية، تاريخها قديم ويرجع لفجر التاريخ المكتوب، تعرف بعض أجزاء شبكة التجارة القديمة بـ«طريق البخور».

## قبل الإسلام

### العصور القديمة
يذكر نص شولجي ملك سومر وأكاد (2029-1982 ق.م) وجود صناعة للسفن في مجان (عمان اليوم)، ويدل عثور المنقبين على أختام ومواد أخرى من عمل الهند، في «أور» وفي «كيش» و«البحرين» ومواضع أخرى من الساحل العربي الشرقي، على أن الاتصال التجاري بالبحر كان معروفًا في الألف الثالثة قبل الميلاد، وأن حركة الاتصال هذه كانت مستمرة عامرة، وأن بعض مواضع الخليج مثل «البحرين» كانت من مراسي السفن الشهيرة في تلك الأيام، تقصدها السفن القادمة من العراق في طريقها إلى الهند، والسفن القادمة من الهند في طريقها إلى العراق.

### العصور الوسطى
يقول المؤرخ الإغريقي اجاثرخيدس الذي عاش في القرن الثاني قبل الميلاد:«انه لا يبدو ان ثمة شعباً اغنى من السبئيين واهل جرهاء كانوا وكلاء عن كل شيء يقع تحت اسم النقل بين آسيا وأوروبا، وهم الذين جعلوا سورية البطلمية غنية، واتاحوا للتجار الفنيقيين تجارة رابحة، وآلافاً من اشياء أخرى» ووصفهم بأنهم محاربون أشداء وملاحون مهرة يبحرون في سفن كبيرة إلى مستعمراتهم ليأتوا بمنتجات لاتتوفر إلا هناك، كما أن شبكة التجارة العربية متعاونة متكاملة فيما بينها، فنجد أن مملكة تدمر قامت ببناء حوض للسفن في مملكة ميسان فكان هذا يتيح نقل البضائع من مينائيها الآخرين على الفرات «دورا اوروبوس» وسورا (قرية الحمام شرقي سد الثورة) وتُعرف بعض أسماء التدمريين الذين كانوا يملكون سفناً في الخليج العربي والمحيط الهندي، وكان التجار الصينيون زاروا المنطقة بدورهم عام 97م وتحدثوا عن ميناء ميسان، وكان ميناء ميسان «خاراكس» الناشيء قويا بحيث حل فيما بعد محل الجرهاء في تجارة العطور، وعلى الرغم من عدم إطلال مملكة الأنباط بشكل مباشر على الخليج العربي إلا انها تمكنت للوصول له بالنقل البري أولا ثم التحميل على السفن، فقد تم العثور على نبطية في موقع ثاج القريب من الخليج العربي، وقد تم العثور على مصنوعاتهم لاسيما «البيض المصبوغ» على طول الشاطيء الشرقي قرب البحرين، وموانيء اليمن وعمان، ومواقع أثرية مثل قرية الفاو على طريق البخور، كما وجدت فخاريات نبطية في الهند، ونقوش نبطية متناثرة في مناطق البحر المتوسط مثل: تينوس، ورودوس، كوس، ديلوس وميليتوس في بحر إيجة وبوتسوولي وروما في إيطاليا. أما السبئيين فتاريخ الإبحار والتجارة قديم عندهم فهناك وجود للسبئيين في أفريقيا منذ القديم حيث أسسوا مملكة «دمط» في الحبشة في القرن الثامن قبل الميلاد، ويتحدث مؤلف «الطواف حول البحر الإرتيري» الذي كتب في القرن الأول الميلادي أن العرب كانوا حينها يسيطرون على ساحل «عزانا» وهو ساحل شرق أفريقيا مما يلي الصومال، وذكرت الكتب المقدسة تجارة سبأ ففي القرآن الكريم [سبأ:18]:{وجعلنا بينهم وبين القرى التي باركنا فيها قُرىً ظاهرةً وقدّرنا فيها السّير سيروا فيها ليالي وأياماً آمنين}. وذكر في سفر حزقيل:«ددان تاجرتك بطنافس للركوب. 21 العرب وكل رؤساء قيدار هم تجار يدك... تجار سبأ ورعمة هم تجارك بافخر كل أنواع الطيب وبكل حجر كريم والذهب اقاموا اسواقك»، ويذكر الرحالة الصيني «فا-هيان» الذي زار سيلان عام 414م أن التجار السبئيين والعرب من عمان وحضرموت يسكنون في بيوت فارهة في مستوطناتهم هناك، وذكر أنهم يتاجرون بالعود. أما المناذرة فقد كانت بلادهم تطل على الفرات في عدة مواضع وكانت السفن الصينية التي تبحر بالفرات تمر قرب بيوت الحيرة، وفي شمال بلاد المناذرة في الأنبار يقع «نهر عيسى» الذي يربط بين دجلة والفرات، وللوصول من الحيرة للخليج كانوا يركبون القوارب حتى يبلغوا مينائهم في الأبلة على الخليج من هناك يركبون السفن الضخام فيطوفون بالبحار إلى الهند والصين من جهة الصين من الشرق والبحرين وعدن من جهة الغرب.

### عصر الجاهلية
| اسم السوق          | مكانه | زمانه                                                                | صفاته | رواده                                                           |
| ------------------ | --- | -------------------------------------------------------------------- | --- | --------------------------------------------------------------- |
| دومة الجندل        | دومة الجندل قرب الجوف (شمال المملكة العربية السعودية)                                                                               | من 1-15 ربيع الأول                                                   | كثيرة الرواد، البيع بالرمي بالحصى، وهي سوق للتجارة والمتعة                                                                          | روادها من العراق والشام والجزيرة العربية                        |
| هجر                | في أرض البحرين | ربيع الثاني                                                          | اشتهرت بالتمور والبز وفيها منتجات البلاد الأجنبية كالعنبر والمسك وهي سوق للتجارة                                                    | يلتقي فيها تجار الأقاليم والأقطار المجاورة                      |
| المُشقّر             | في أرض البحرين | جمادى الأولى                                                         | سوق عامة، البيع فيها بالهمهمة والإيماء، الطرق إليها غير آمنة                                                                        | يرتادها أخلاط كثيرة من الناس، يقصدها العرب والأجانب وخاصة الفرس |
| عُمان               | على سواحل بحر اليمن | جمادى الثانية (ومن 15 رمضان إلى آخره)                                | اشتهرت بالعنبر والمعادن والفواكه | مختلطة الجنسيات، والعرب فيها من الأزد                           |
| حُباشة              | في بلاد بارق في تهامة | الأيام الأولى من رجب                                                 | سوق ثانوية، ظلت قائمة حتى 197هـ، وهي مركز مشترك بين اليمن وتهامة والحجاز                                                            | مختلطة الجنسيات                                                 |
| صُحار               | في عُمان على البحر | في رجب                                                               | يحمي السوق الشهر الحرام ـ تجارية محضة                                                                                               | فيها مختلف الجنسيات                                             |
| دَبَى                | في الخليج العربي | آخر أيام رجب حتى 10 شعبان                                            | سوق عامة مختلطة تباع فيها المنتجات العربية بطريق المساومة                                                                           | روادها من الهند والسند والصين والعرب                            |
| الشحرة أو شحر مهرة | على الساحل الجنوبي بين عدن وعمان | 15 شعبان                                                             | تشتهر بالإبل والعنبر واللبان والبز والمر والأدم، تجارتها برية وبحرية، والبيع فيها بإلقاء الحجارة، وهي سوق تجارية فقط، طريقها صعبة   | يقصدها التجار فقط                                               |
| عدن                | جنوبي باب المندب | من أول رمضان حتى العاشر منه                                          | تشتهر بالطيب والبرود، وبها مغاوص اللؤلؤ، طريقها آمن                                                                                 | روادها من العرب والفرس والروم                                   |
| صنعاء              | عاصمة اليمن | من 15-30 رمضان                                                       | تشتهر بالقطن والزعفران والأصباغ والغالية والبرود، وطريقة البيع بلمس الأيدي                                                          | روادها من التجار العرب والأحباش والفرس                          |
| حضرموت             | بين عُمان واليمن | من 15-30 ذي القعدة                                                   | سوق محدودة | مختلطة الجنسيات                                                 |
| عُكاظ               | عالية نجد في أرض هي من ديار قبيلتي عدوان و هوازن من قيس بن عيلان بن مضر بين وادي نخلة وحاضرة الطائف الحجازية وراء قرن المنازل، [13] | من 1-20 ذي القعدة                                                    | أشهر أسواق العرب قاطبة، وهي عامة تجارية واجتماعية وأدبية، أثرت في لغة العرب وفي توحيد لهجاتها                                       | كثيرة الرواد ومن مختلف أنحاء الجزيرة، وهي أشبه بمعرض عام موسمي  |
| مَجَِنَّة               | في بلاد كنانة في تهامة قرب مكة | من 20-30 ذي القعدة                                                   | عامة تجارية واجتماعية وأدبية (مصغرة عن عكاظ) وهي استمرار لها، يحميها مكانها والشهر الحرام                                           | رواد عكاظ العرب ويقصدها المحرمون بالحج والعمرة                  |
| ذو المجاز          | قريبة من عرفة | من 1-8 ذي الحجة                                                      | وهي من مواسم الحج، سوق عامة محمية بالشهر الحرام، يقيم بها الناس إلى يوم التروية                                                     | روادها تجار وحجاج من العرب                                      |
| نطاة خيبر          | شمالي المدينة المنورة | بعد موسم الحج                                                        | تجارية غنية جداً | تجارها من اليهود                                                |
| حجر اليمامة        | موقعها مدينة الرياض في المملكة العربية السعودية                                                                                     | من 10-30 محرم                                                        | سوق عامة تجارية واجتماعية وأدبية، محمية بالشهر الحرام                                                                               | روادها من العرب                                                 |
| دير أيوب           | شمالي بصرى (من بلاد الشام) | بعد موسم الحج                                                        | تجارية، يسيطر عليها الروم وهي من أسواق بلاد الشام                                                                                   | ملتقى تجار العرب والروم                                         |
| سوق بصرى           | على مشارف الشام في حوران | بعد موسم الحج والغالب أنها بين محرم وربيع الأول وتستمر من 30-40 ليلة | تجارية تباع فيها منتجات الهند والحبشة وغيرها من البلدان، وقد اشتهرت بصرى بالسيوف والخمور                                            | ملتقى التجار العرب                                              |
| أذرعات (درعا)      | في حوران، سوريا | بعد موسم الحج وبعد سوق بصرى وتستمر طويلاً                             | للتجارة والمتعة والاصطياف، تشتهر بخمورها                                                                                            | التجار العرب                                                    |
| سوق الحيرة         | شمالي الكوفة | لم يعرف موعد قيامها                                                  | للتجارة واللهو، تشتهر بالأدم والعطر والبرود والجواهر والخيل، فيها بضائع أسواق العرب وأسواق الدول المجاورة، يوفر أمنها ملوك المناذرة | عرب وفرس                                                        |
| المِربَد             | ضاحية من ضواحي البصرة | سوق عامة، دائمة                                                      | تشبه عكاظ: عامة تجارية وقومية وأدبية، حتى العصر العباسي                                                                             | عرب من تجار وشعراء وعلماء                                       |
ذكر القرآن رحلة الشتاء والصيف، التي كانت تمارسها قريش، حيث تقع مكة على طريق البخور، وقد كان هاشم بن عبد مناف والد جد نبي الإسلام محمد تاجرا مشهورا له تجارة عظيمة بغزة التي توفي فيها ودفن فيها وهو الذي أسس «الإيلاف» وهي العقود التجارية بينهم وبين الجهات التي يتاجرون معها، ويقع قبر هشام في مسجد السيد هاشم، وتذكر المصادر الإسلامية تجارة النبي محمد في الشام وذلك بدءا من رحلته هناك مع عمه أبو طالب وبشارة بحيرى الراهب بنبوة محمد في بصرى وكذلك تجارته بمال خديجة بنت خويلد التي تزوجها فيما بعد، وتذكر مصادر مسيحية ترجع لأزمنة قريبة من وفاة الرسول أحدهما كتب حوالي سنة 660 والآخر كتب عام 692 ويذكر مايلي:«... وكان محمد يذهب في تجارة إلى أراضي فلسطين والعربية وسورية الفينيقية». وتحتوي بصرى على مسجد مبرك الناقة بركت ناقة الرسول في قافلة عمه أبي طالب، وتبرز علامة المبرك، ويوجد هناك دير الراهب بحيرى. وبصرى هي مدينة نبطية تحولت إلى عاصمة للأنباط بعد البتراء وبعد سقوط دولة الأنباط بيد الرومان جعلت بصرى عاصمة للمقاطعة العربية، والتجارة العربية لم تنقطع لتلك المدينة منذ القدم وتذكر أحد المصادر البيزنطية التي ترجع إلى القرن الرابع الميلادي كثافة وجود التجار العرب في بصرى.

### التجارة البحرية
كانت التجارة البحرية حقا مطلقا للعرب منذ فجر التاريخ، ولم يظهر في تلك العصور من ينافس العرب فيه إلا الإغريق الذين نشطوا لفترة محدودة محاولين فك السيطرة العربية على التجارة البحرية بين الهند ومصر وما لبثوا أن توقفوا بينما حافظت التجارة العربية على استمرارها. كان للجزيرة العربية موانيء عديدة في تلك الأوقات بعضها لايزال نشطا حتى اليوم، أهم الموانيء في شرق الجزيرة العربية: الأبلة، ميناء الجرهاء، عمانا، صحار. أهم مواني جنوب الجزيرة العربية: المخا، قنا، عدن، موسكا (سمهرم)، وفي غرب الجزيرة العربية: ميناء الشعيبة وميناء أيلة وميناء لويكة كومة (الحوراء). من الطرق التي استعملها العرب إلى الهند الإبحار من «فرات ميسان» إلى الديبل على نهر الأندوس. وكذلك من الأبلة مرورا بـ«عمانا» ثم الهند. أما من موانيء اليمن مثل قنا و«موزا» أو ميناء جرهاء فيتم الإبحار من هناك مباشرة إلى الهند دون الحاجة للتوقف للتزود.

### التجارة البرية
كانت التجارة البرية تمتد حتى وقت قريب إلى القوقاز. الطريق الذي يبدأ من قنأ بحضرموت، ويتفرع منه فرعان يبعد احدهما عن الآخر بحوالي 160 ميلاً، يتجه الأول شرقاً على امتداد وادي ميفعة ومنه إلى شبوة. ويتجه الفرع الثاني من قنأ إلى وادي حجر، ثم يمر بوادي أرماح الذي يسقي شبوة، ومن شبوة يتجه الطريق نحو عدن ثم يواصل إلى نجران ومن نجران يتجه الطريق شمالاً بشرق إلى وادي الدواسر ويمر بقرية الفاو ثم الأفلاج فاليمامة (الخرج)، حيث يتفرع منه طريقان آخران، أحدهما يتجه شرقاً نحو الخليج العربي والآخر شمالاً صوب بلاد الشام.
- الطريق الثاني يبدأ من الركن الجنوبي الغربي لشبه الجزيرة العربية حيث ممالك سبأ ومعين وحمير وأوسان وقتبان، ويتجه نحو الشمال مخترقاً الحدود الشمالية لمنطقة سبأ، ثم يتخذ بعد ذلك شكل ممر ضيق يقع في أرض المعينين، ثم يستمر الطريق شمالاً إلى ديدان (العلا الحالية) ثم إلى مدين (البدع حالياً). ولا تزال هناك آثار شاخصة تومئ إلى حياة الرفاهية والثروة الكبيرة التي كانت تتمتع بها هاتان المدينتان. ومن مدين يواصل الطريق مسيره إلى أيلة (العقبة حاليا ً) ثم بعد ذلك إلى البتراء عاصمة دولة الأنباط، ثم يتفرع إلى فرعين، أحدهما يتجه إلى تدمر في الشمال، والآخر يتجه صوب الغرب مع ميل خفيف بإتجاه الشمال الغربي حيث يصل إلى غزة على الشاطئ الفلسطيني[24] وعلى هذا الطريق كانت تسير قوافل قريش قبل الإسلام في رحلتيها المشهورتين، إحداهما في الشتاء إلى اليمن والأخرى في الصيف إلى الشام.[25]
- الطريق الثالث هو الذي يأتي من منطقة حضرموت وعمان ويتجه إلى واحة يبرين عبر الحافة الشرقية للربع الخالي، ثم يواصل إلى الجرهاء على الخليج، فالعراق، ويتجه من يبرين إلى اليمامة حيث يلتقي بفروع الطريق الغربي المتجه إلى بلاد الشام.[26]
- الطريق الرابع يخترق الجزيرة العربية شمالاً بشرق حيث يبدأ من مكة وينتهي بوادي الرافدين، واشتهر باسم درب الحيرة. ولا تزال هناك آثار شاخصة لهذا الطريق، الذي أصبح طريقاً رئيسياً للحج والتجارة في صدر الإسلام وعرف باسم درب زبيدة.[27]

وهذا الحديث عن الطرق التجارية يقودنا للحديث عن أهم الدول والقبائل التي استخدمت هذه الطرق التجارية البرية. ولعل من أهمها دولتي سبأ ومعين في جنوب الجزيرة العربية، اللتين امتد نفوذهما إلى شمال الجزيرة في بعض فترات التاريخ. وقد بلغت سبأ شأناً كبيراً في مضمار التجارة، بسبب استغلالها للطرق الكبرى وبسط نفوذها المباشر وغير المباشر عليها. وكذلك فعلت دولة معين وهي معاصرة لسبأ. وفي الوقت ذاته فإن دولتي حضرموت وقتبان إستعملتا الطريق البري والبحري، بحكم موقعها الجغرافي. وقد تحدثت التوراة والكتب اليونانية والرومانية كما تحدث القرآن الكريم عن مستوى الرفاهية والبذخ الذي كانت تعيش فيه دولة سبأ. وكانت سبأ تتاجر بسلع ذات قيمة مثل: الذهب والفضة والأحجار الكريمة والتمور والبخور، مع بلاد الشام والرافدين.
وهناك واحة العلا (ديدان) والتي تقع شمال المدينة المنورة وتبعد عنها حوالي ثلاثمائة وخمسين كيلاً. ويرجع تاريخ حضارة هذه المنطقة إلى ماقبيل القرن السادس قبل الميلاد. وقد تحدث العلماء عن الفترة الأولى وأطلقوا عليها اسم ديدان، وجعلوا فترة حكمها تمتد من نهاية القرن السابع حتى بداية القرن الخامس قبل الميلاد واعتمدوا في ذلك على تكرر لقب ملك ددن في بضعة نقوش، ثم أصبحت مملكة لحيان هي المسيطرة منذ القرن الخامس قبل الميلاد، وحتى نهاية القرن الثالث قبل الميلاد. ويعتقد أن الفترة الديدانية يمكن أن نسميها فترة لحيان الأولى، وكانت الدولة فيها تنتمي إلى المكان لشهرته ولمركزه الديني، ثم تحول اسم الدولة إلى اسم القبيلة «لحيان» عندما توسع نفوذها، ويمكن تسميتها لحيان الثانية، وأصبحت تحكم ما بين دومة الجندل شرقاً وساحل البحر الأحمر الشمالي حتى خليج العقبة الذي سمي باسمها، فقد كان يسمى خليج لحيان، وبقي صدى هذا المسمى حتى القرون الأولى الميلادية. وفي هذه الفترة كانت لحيان تتاجر مع بلاد الشام شمالاً، ومع العراق شرقاً، ومع جنوب الجزيرة العربية ووسطها جنوباً، وهذا ماتشهد به النصوص والآثار اللحيانية التي وجدت في ديدان (العلا) نفسها، أو في مناطق أخرى كقرية (الفاو)، وجبال كوكب الواقعة جنوب تثليث، وشواهد القبور في سبأ. ومع بداية القرن الثاني قبل الميلاد شارك المعينيون اللحيانين في الحكم، وكانت مملكتهم في منطقة جوف اليمن، وكانت مملكتهم أنشط الممالك العربية في التجارة، بل تفوقوا على سبأ ووصل نشاطهم التجاري إلى قرية والخليج والعلا. وهكذا شارك المعينيون بقوة في تجارة العلا مما أضعف الوجود اللحياني، ثم تلا ذلك امتداد نفوذ الأنباط إلى الجنوب حتى وصل إلى حدود يثرب.
أما تيماء، فهي تقع جنوب شرق مدينة تبوك على بعد 260 ميلاً وقد لعبت دوراً كبيراً في تاريخ شمال الجزيرة العربية الاقتصادي والسياسي، لوقوعها على الطريق التجاري بين الشمال والجنوب. ولعل أهم الأحداث التي تبرز في تاريخ تيماء مجيء نبو نيد من وادي الرافدين وبقائه في تيماء قرابة عشر سنوات، بنى فيها قصره العتيد الذي تدل عليه الأسوار الضخمة. وتذكر الرواية التاريخية أنه أفنى نحو عشرين ألفاً من سكان تيماء ليسيطر عليها وهذا الرقم على مافيه من مبالغة يدل على الأهمية الاقتصادية والنمو الحضاري الذي كانت تتمتع به تيماء.
وقد ذكرت تيماء في النقوش الآشورية والبابلية بوصفها مركزاً تجارياً لبعض القبائل العربية وكانت لها أهمية خاصة على الطرق البرية الرئيسية المؤدية إلى الشواطئ الشرقية إلى البحر الأحمر. وقبيل الإسلام بسط الغساسنة نفوذهم على هذه المدينة التجارية المهمة التي وجد بها العديد من الآبار والمعالم الأثرية.
وكانت دومة الجندل أحد أهم مراكز تجارة القوافل، فضلاً عن أهميتها الدينية للقبائل العربية قبل الإسلام حيث عرفها الآشوريون والبابليون وشنوا عليها حملات يعود أقدم ماسجل منها إلى القرن الثامن قبل الميلاد، كما أخذوا عدداً من ملكاتها أسيرات إلى بابل. وكانت أهم القبائل التي تسكن هذه المنطقة من دومة حتى تيماء قبيلتي قيدار وأدوم. ولعل اسم دومة اشتق من اسم هذه القبيلة، التي جاء ذكرها في التوراة باعتبارها إحدى القبائل ذات الشوكة في المنطقة.
وأدت دولة الأنباط التي ظهرت على مسرح الأحداث في المنطقة التي تشمل شمال المملكة العربية السعودية وجنوب الأردن في الفترة ما بين القرن الأول قبل الميلاد والقرن الثاني الميلادي دوراً بارزاً في حركة التجارة البرية بين شمال الجزيرة العربية وجنوبها. وكانت طرق القوافل القديمة تمر عبر الحجاز إلى منطقة الحجر (مدائن صالح) ثم إلى البتراء ومن هناك تتجه غرباً عبر مدن الأنباط إلى غزة والعريش، وشمالاً إلى دمشق ومنها إلى ساحل البحر المتوسط.
وتدهورت القوة التجارية بدولة الأنباط بسبب الاحتلال الروماني للمنطقة الشمالية لهذه المملكة عام 106م، وتحول البتراء إلى مقاطعة رومانية. وأعقب ذلك تحول الطرق التجارية إلى طريق البحر الأحمر مروراً بمصر، وإلى طريق الخليج العربي مروراً بتدمر، ومن هناك على الإمبراطورية الرومانية.
وقد عمل تطور هذه الطرق البحرية على الانهيار السريع للأنباط بعد عام 106 م. وتعد قرية (الفاو) إحدى أهم المدن في شبه الجزيرة العربية قبل الإسلام.فقد كانت هذه المدينة، التي عرفت في كتابات المسند باسم «قرية ذات كهل»، عاصمة مملكة كندة الأولى (منتصف القرن الأول قبل الميلاد إلى بداية القرن الرابع الميلادي). وعاشت نحو ثمانية قرون من الزمان ما بين القرن الرابع قبل الميلاد حتى بداية القرن الرابع الميلادي. واكتسبت أهميتها التجارية من وقوعها على طرق القوافل المتجهة جنوباً إلى اليمن، وشمالاً بشرق إلى الخليج العربي وشمالاً عبر الصحراء إلى بلاد الشام. وأثبتت الأدلة الأثرية التي كشفت عنها حفريات جامعة الملك سعود خلال العقدين الماضيين أن هذه المدينة من أكبر مدن القوافل، سواء في الجزيرة العربية أو ما جاورها، إذ بلغ طولها من الشمال إلى الجنوب خمسة اكيال وعرضها من الشرق إلى الغرب حوالي كيلين.
وقد كان للطرق التجارية البرية الممتدة من جنوب الجزيرة العربية إلى شمالها دور رئيس في حياة سكان «قرية» لأنها كانت عاملاً مهماً في اتصالهم بالأمم الأخرى.وبسبب ازدهار الحركة التجارية نهضت مرافق الحياة المختلفة.وكانت الحبوب والطيوب والنسيج والأحجار الكريمة والمعادن والذهب والفضة والنحاس والحديد والرصاص أهم السلع التي تاجر فيها أهل «قرية» عبر هذه المسارات التجارية. وقد انعكس ثراء أهل «قرية» على مابنوه من دور وقصور وأسواق ومقابر ومعابد ومازينو به منازلهم من رسوم متنوعة وتماثيل معدنية وأخرى من المرمر
وفي أوائل القرن الرابع الميلادي تدهورت تجارة القوافل بسبب كساد أسواق البخور في جنوب الجزيرة العربية ؛ لأن البخور كان أهم سلع التجارة في العالم القديم ؛ لاستخدام في الطقوس الدينية التي تمارس في المعابد والقصور وحتى في بيوت عامة الناس.
وهناك ثلاثة أسباب محتملة لهذا الانهيار، وهي : انتشار المسيحية في الإمبراطورية الرومانية وما تبعه من قلة استخدام البخور في الطقوس الدينية الكنسية، وضعف الإمبراطورية الرومانية مما أدى إلى انفلات الأمن على طرق البخور المتجهة صوب البحر الأبيض المتوسط. وأما السبب الثالث فهو الحروب الداخلية بين دويلات الجزيرة العربية ؛ وما نجم عنها من انهيار هذه الدول وانزوائها.ورغم ذلك استمرت طرق التجارة البرية وحركة القوافل بشكل متقطع حتى قبيل ظهور الإسلام.

## بعد الإسلام

### الفترة الأولى
وتمتد من تاريخ 640 حتى 1498 وهي عصر عافية التجارة العربية، وصلت شبكة التجارة العربية أطراف العالم المعروف ببعضها فوصلوا بتجارتهم من المغرب غربا حتى شرق الصين شرقا ومن روسيا شمالا حتى أسفل قارة أفريقيا جنوبا. والفت كتب صينية تتحدث عن التجارة العربية مع الصين.
- التقلص:

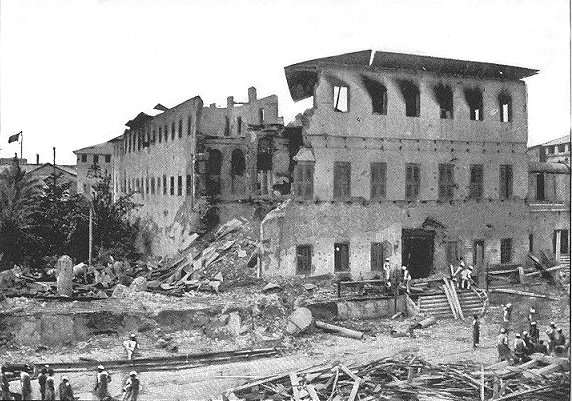
قصف البارجات البريطانية لقصر حريم سلطان زنجبار 1896.

كانت العوامل السياسية هي الأساس في تقلص شبكة التجارة العربية، فبعد سقوط غرناطة عام 1492 بدأت الشعوب في قارة أوروبا تحس بزوال العدو المشترك الذي جمعوا انفسهم ضده وضرورة تكوين كيانات قومية تعتبر أوطانا لهم في ما سمي لاحقا في الأدبيات الأوروبية بـ (عصر النهضة) الذي لم يكن سوى «عصر التشكل» وهو الاسم الحقيقي لما حدث حيث لم يتميز ذلك العصر بنهضة ثقافية كما يوحي الاسم وإنما تميز بتشكل كيانات سياسية ذات طابع قومي، فبعد قيام تلك الشعوب بإسقاط منارة العلم في العالم غرناطة والتي كانت آخر معاقل الأندلس قاموا بالهجوم على المغرب العربي لشله فاتجهت سفنهم نحو الجزيرة العربية لتبدأ عملية السيطرة البرتغالية التي تهدف إلى كسر التجارة العربية في تلك المنطقة -وكان العرب منذ أيام الأنباط حتى العصور الوسطى احتفاظهم بأسرار منشأ السلعة-.، واستعملوا فيها أعمال القرصنة وتدمير السفن العربية التي لم تكن تحمل المدافع والأسلحة لأن الأمن كان يعم منطقة المحيط الهندي الذي تسيطر عليه الثقافة الإسلامية في أوج قوتها يقول قطب الدين النهروالي: «وقع في أول القرن العاشر للهجرة من الحوادث الفوادح النوادر، دخول الفرتقال اللعين من طائفة الفرنج الملاعين إلى ديار الهند "..." ثم اخذوا هرمز وتقووا هنالك، وصار المدد يترادف عليهم من البرتغال، فصاروا يقطعون الطريق على المسلمين اسرا ونهبا، ويأخذون كل سفينة غصبا، إلى ان كثر ضررهم على المسلمين وعم اذاهم المسافرين»، حيث أسفر ذلك عن تعطيل تام للتجارة مما أدى إلى إفلاس التجار وذهاب رؤوس الأموال مما خلف ثغرة اقتصادية هائلة كانت هي السبب المباشر لنهاية العصر الذهبي للإسلام وتلك الفترة تمثلت في تحولات ثقافية اجتماعية سياسية، انخفض مستوى المعيشة بشكل عام من المستوى الفخم المتقن الذي تعودوا عليه إلى المستويات الأساسية فقط فمثلا تجردت ملابس العرب من الزخارف والتوشية والتطريز التي تعودوا عليه واكتفى عامة الشعب بعد ذلك باللباس الأساسي البسيط وهذا ينطبق على مجال العمارة وصناعة السفن والتعليم، وتلك الثغرة الاقتصادية لم تسد إلا في القرن العشرين بعد النهضة العربية، وكان التدخل الفرنجي قد أحدث منذ بدايته في القرن العاشر الهجري، دمارا كارثيا أسفر عن تغيرات عدة للعالم العربي في شتى نواحي الحياة:
- الناحية الثقافية: لم يعد بالإمكان استمرار التعليم المتقدم في «المدارس» أدى إلى إغلاقها والاكتفاء بـ«الكتاتيب» الأرخص ثمنا، مما أدى بالتالي إلى شحة الإبداع العلمي وقلة التواصل العلمي والأدبي وهو السبب الأساسي في ظهور اللهجات المحلية في الدول العربية، وصار محصورا بشكل عام في بعض المراكز ذات البعد الروحي بشكل أساسي كـ«الجامع الأزهر» لأهل السنة، والحوزة للشيعة.
- الناحية الاجتماعية: انتشرت في بعض الدول ثقافات هي ناتج مباشر لشحة الاقتصاد مثل تمجيد السلب والنهب واعتبارها ضربا من ضروب الشجاعة في بعض المناطق من العالم العربي، ونشأت هنا بعض القيم التي أورثتهم اياها الظروف حتى ترسخت هذه القيم الغربية وتختلف تلك القيم من منطقة إلى أخرى بحسب الظروف المحلية.
- المستوى الأمني: تدهور الوضع الأمني بحيث تضطر بعض القبائل إلى الإغارة والسلب في سبيل توفير لقمة العيش والاستمرار ومع مرور الوقت أصبحت تلك الحاجة ثقافة اجتماعية في بعض الدول.
- السياسية: نتج ضعف عسكري نوعي في الدول العربية وإن كان الأوروبيون لم يتمكنوا من إخضاع المنطقة نظرا للمقاومة الشديدة من أهلها وكانت الحالة ما بين شد وجذب واشتد العمليات المضادة للأوروبيين خصوصا بيد اسطول اليعاربة والأسطول الجزائري وعموما انتهت المنافسة العسكرية أخيرا لصالح الغرب بالاستعمار الأوروبي للبلدان العربية.واستمر التسلط الأوروبي حتى الحرب العالمية الثانية التي أنهكت قواهم بها ولم يعودوا قادرين على الاحتفاظ بممتلكات واسعة حول العالم.

### الفترة الثانية

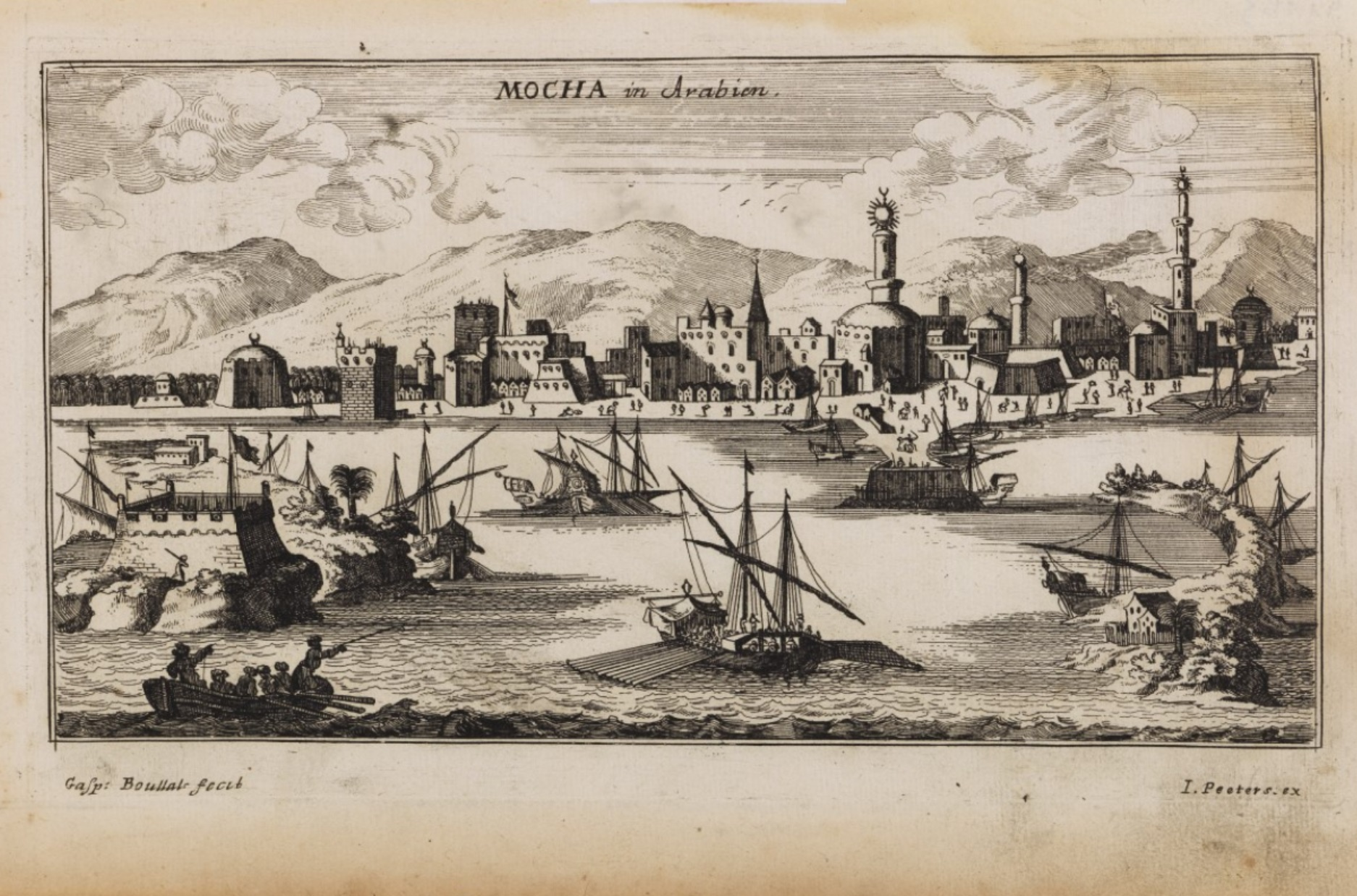
ميناء المخا عام 1692.

وهي بعد دخول الفرنجة والذين باتوا يعرفون بالأوروبيين في بداية القرن 10هـ/16م ومنافستهم المدعومة عسكريا للتجارة العربية، وفي هذه المرحلة انكمشت المنتجات المصنوعة في الوطن العربي وباتت المنتجات الفاخرة ذائعة الصيت المنتجة محليا كالـ«سجاد الفاخر، والملابس الحريرية المطرزة والمعاطف الجلدية المتقنة» حكرا للأثرياء و«الفئة الأميرية» دون عامة الشعب الذي اكتفى بمنتجات رخيصة أقل حرفية واتقانا مما تعودوه وباتت تلك المنتجات تعرف بـ«المنتجات الشعبية» مقابلا للـ«منتجات الأميرية» المتقنة الباهظة حيث كان الصناع المهرة يلتفون حول الأمراء والأغنياء لخدمتهم ولذلك لم تعد المنتجات الفاخرة مخصصة للتصدير لذلك اكتفت الصادرات الخارجة من الوطن العربي بما يمكنها تصديره بشكل مجدي اقتصاديا فتوقفت صادرات الصناعة المتقدمة المعهودة عنهم «كأدوات الرؤية من نظارات ومناظير والأدوات الجراحية والساعات والأقلام وكذلك المصنوعات الفنية المختلفة» فأصبحوا يصدرون بدلا عنها المنتجات ذات المردود الاقتصادي المضمون وهي الأغذية بالدرجة الأولى مثل الحبوب والتمور المنتجة محليا وكم أقل من من بعض المنتجات المصنوعة محليا كالمصنوعات الخشبية والذهبية والمواد المغير مصنعة كاللؤلؤ والأحجار الكريمة، وإن كان التوسط التجاري بين أقطار المحيط لايقل ربحا عن مجرد التصدير من بلادهم الأصلية فلم يهمله التجار العرب. والسبب المباشر في ذلك هو الاستنزاف المتبادل بين الأوروبيين والعرب والذي انهكهما معا في هذه المرحلة والذي كان بشكل عام لصالح الأوروبيين حيث فقد العرب كثيرا مما لهم وملك للأوروبيين مالم يكن يوما لهم، وكان ميزان القوى متساويا منذ البداية الأمر ذلك حتى تضعضع أمر الدولة العثمانية في أواخر القرن التاسع عشر فازدادت الأطماع الأوروبية وتجرأوا على نشب أنيابهم ببعض المناطق بالسيطرة العسكرية عليها سواء بالهجوم العلني أو تحت مسمى الحماية المفروض على الكيانات الأخرى تحت ضغوط كبيرة، ولما حتى سقطت الدولة العثمانية أخيرا في أثناء الحرب العالمية الأولى عوى عصر السيطرة الاستعمار.

### الفترة الثالثة
وهي فترة النهضة العربية في القرن العشرين والتحول السياسي بعد سقوط الدولة العثمانية وزوال فترة الاستعمار الأوروبي على الرغم من أنهم قبل أندحاره -بسبب قيام الحرب العالمية الثانية من جهة والمقاومة الشعبية ضمن حركة الوعي العربي من جهة أخرى- فإنهم زرعوا بؤرة صراع بإصطناعهم إسرائيل ومده بحبل منهم ليستمروا في احتلال فلسطين، وفيما عدى ذلك فإن التجارة العربية استعادت بعضا من عافيتها وأصبحت تتحكم بخطوط التجارة خصوصا بعد فتح قناة السويس فأصبحت الدول العربية تتحكم بالإضافة للسويس بمضيقين أساسيين للتجارة الدولية هما مضيق باب المندب ومضيق هرمز الحيوي لإمدادات النفط العالمية، وأسترجعت بعض عافيتها القديمة بوجود أسواق الوساطة التجارية في دبي على الخصوص فرجعت مركزا اقتصاديا عالميا من تلك النقطة، والدول العربية تنظم حركة التجارة فيما بينها ثنائيا كما ان هناك منظمات للتجارة العربية منها منطقة التجارة العربية الحرة الكبرى وتبلغ قيمة التجارة العربية البينية 40 مليار دولار، والتبادل التجاري الخارجي والاستثمارات الخارجية تقدر بأضعاف كثيرة لهذا العدد.

### التجارة البحرية
امتدت التجارة البحرية إلى جاوة وأندونيسيا والصين وشرق أفريقيا وغربها.

### التجارة البرية
كانت التجارة البرية تمتد حتى وقت قريب إلى القوقاز.

## البضائع
كانت البضائع تخزن في مخازن خاصة في الميناء بحسب نوعها منها: «دار الأرز»، «دار الحرير»، «دار السكر»، «دار الخل»، «دار اللوز»، «دار المات (السجاد)»، «دار الزبيب»، «دار الكتان»، «دار الزعفران»، دار «الجوهر»،
وتشتمل على السجاد العربي والملابس الناعمة والحريرية الفاخرة والمصنوعات الخشبية والعاجية والخيول العربية والمواد الفنية المصنعة ، كانت تأتي من الجنوب العربي إلى الشمال العربي قوافل الذهب والصمغ والعاج وريش النعام والبخور من اللبان والمر، و يأتي من الشمال العربي إلى الجنوب الغربي قوافل الأقمشة والآلات والأدوات والمعادن والملح، أي الخامات من الجنوب العربي والمصنوعات من الشمال العربي

### العطور العربية

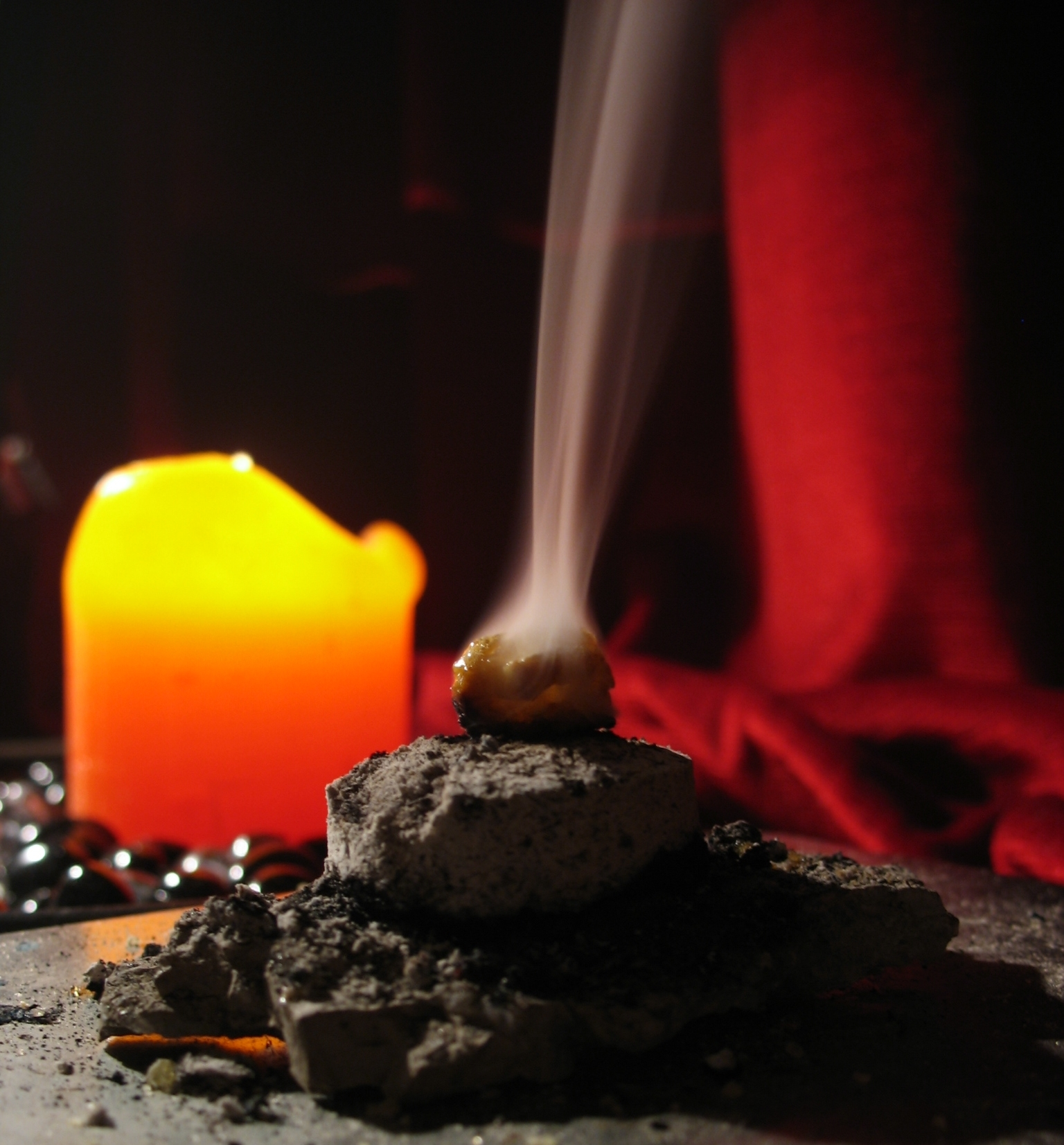
احتراق غير مباشر للبان على الجمر.

التجارة بالعطور عند العرب قديمة فيرد ذكرها منذ أيام ملكة سبأ (القرن العاشر قبل الميلاد) كما في العهد القديم وفي النصوص الآشورية التي ترجع للقرن الثامن قبل الميلاد، وتشتمل هذه التجارة على العطور العربية المركبة وعلى البخور واللبان الذي يستخرج اللبان من الجنوب الجزيرة العربية، ويتم ذلك عبر تشريط شجرة الکُندُر مرتين أو ثلاث مرات بالسنة، اللُّبان يعتقد أنه جاء اشتقاقا من اللبن (لبن الشجرة) أو مايسمى بالعلك المر أحيانا، وهو ضرب من صمغ الشجر كاللبان يمضغ ويستخدم كبخور أحيانا ويحدث رائحة زكية وكذلك له استخدامات عديدة في وصفات الطب الشعبي. للبان أنواع عديدة يتم استخراجه مرتين أو ثلاثاً سنويا من شجرة الکُندُر أوشجرة اللبان أو اللبنى، يتم استخراج أجود أنواع اللبان عالميا من أشجار اللبان من عمان حيث يعرف هذا اللبان باسم اللبان العماني، يليها بالجود اللبان اليمني، إلا أن شجرة اللبان تنتشر في بقية أجزاء شبه الجزيرة العربية وشمال الصومال وأثيوبيا. وقد كانت تعتمد على تجارة اللبان حضارات قديمة في اليمن مثل مملكة معين. ويذكران استخراج اللبان من شجرة الكندر يؤثر على خصوبة بذورها حيث تتدني نسبة خصوبة بذور شجرة الكندر التي يتم استخراج اللبان منها إلى 18% في حين يرتفع لدى الأشجار التي لم يتم استخراج اللبان منها إلى 80%.

### الأحجار الكريمة
عرف اليمن بإنتاج الأحجار الكريمة منها مالايوجد إلا في اليمن، أشهر الأحجار التي تستخرج من اليمن: الجزع اليماني، العقيق اليماني، الزمرد، الزفير، الياقوت. واللؤلؤ يستخرج من الخليج العربي منذ القدم.
اشتهر العرب بتجارة الأحجار الكريمة حتى دعى الصينيون الأحجار الكريمة بـ«أحجار العرب».

### البهارات
- قصب الذريرة
- الكمون
- كركم
- الزنجبيل
- هيل
- دارسين

### الأصباغ
- النيلة
- الزعفران
- ورق الجوز
- زهري الفوة
- الحناء

### الأخشاب
- الأبنوس
- الصاج

## أعلام الربابنة
- أسد البحر:ابن ماجد
- معلم البحر: سليمان المهري
- النوخذه: ناصر بن علي بن ناصر الخضوري (ت.1962)، صاحب «معدن الأسرار في علوم البحار».
- النوخذه: عيسى عبد الوهاب بن عبد العزيز القطامي (ت.1929)، صاحب كتاب «دليل المحتار في علم البحار».
- الأستاذ: حسن صالح شهاب، صاحب كتاب «الملاحة عند العرب».